# Archäologischer Verein im Landkreis Freising
Der Archäologische Verein im Landkreis Freising e.V. wurde am 18. November 1988 gegründet und hat laut eigener Aussage rund 600 Mitglieder (Stand: 2019).
Zweck des Vereins ist die Förderung der Belange der Archäologie und Bodendenkmalpflege im Landkreis Freising.
Dies setzt der Verein um, indem er archäologische Fundplätze durch Feldbegehungen entdeckt und Ausgrabungen bedeutender Siedlungen durchführt. Funde und Befunde werden dokumentiert und für die Lagerung im Depotraum des Landkreises vorbereitet. Bedeutende Funde werden restauriert und baldmöglichst der Öffentlichkeit in Wort (Vorträgen), Schrift und Bild, Zeitung, Mitteilungsblatt, Zeitschrift oder in natura Ausstellungen vorgestellt. Dabei arbeitet der Verein auch immer wieder mit wissenschaftlichen Institutionen zusammen; ohne diese Zusammenarbeit ist keine umfassende Beurteilung der vorgeschichtlichen Zeiten im Raum Freising möglich. Eine wesentliche Stütze des Vereins sind sowohl die weit über 600 Mitglieder als auch die zahlreichen Sponsoren, die mit ihrem Mitgliedsbeitrag bzw. ihrer Spende die Tätigkeit des Vereins ermöglichen.

## Bedeutung
Die Bedeutung des archäologischen Vereins ist, dass er in dieser Art einzigartig in Deutschland ist. Laien und Hobbyarchäologen können sich kostenlos an Ausgrabungen betätigen. Durch den Verein wurden sehr viele wichtige Erkenntnisse zur Frühgeschichte Bayerns erlangt. Bedeutende Funde sind unter anderem die Doppelbestattung und der „Hochzeitsbecher“ von Murr (Münchshöfener Kultur), das awarische Frauengrab von Mauern und viele mehr. Die Funde gehen nicht wie bei Grabungen durch Grabungsfirmen in die prähistorische Staatssammlung nach München, sondern verbleiben im Depotraum in Freising. Die Auswertung der Funde wird teils vom Verein durchgeführt, oft werden aber auch andere Forschungsinstitute eingeschaltet, um neue Ergebnisse zu erlangen. Mittelfristig ist in Freising ein archäologisches Museum geplant, in dem die bedeutendsten Funde ausgestellt werden sollen.

## Fundstellen
Die wichtigsten archäologischen Fundstellen im Landkreis Freising sind der Domberg in Freising mit seiner bronzezeitlichen Siedlung; Jungsteinzeitliche Siedlungsareale in Murr, Mauern, Zieglberg, Kirchamper und Langenbach; eine römische Villa rustica in Niederndorf.